# Languédias
Languédias település Franciaországban, Côtes-d’Armor megyében. Lakosainak száma 558 fő (2022. január 1.). Languédias La Landec, Mégrit, Plélan-le-Petit, Trébédan, Trédias és Yvignac-la-Tour községekkel határos.

## Népesség
A település népességének változása:
| Lakosok száma | 514  | 539  | 464  | 450  | 464  | 489  | 515  | 526  | 540  | 558  |
|               | 1968 | 1982 | 1990 | 2006 | 2013 | 2015 | 2017 | 2019 | 2020 | 2022 |